# 1260-е годы
1260-е (ты́сяча две́сти шестидеся́тые) го́ды по юлианскому календарю — промежуток времени с 1 января 1260 года по 31 декабря 1269 года, включающий 1260 год 6-го десятилетия   и с 1261 по 1269 годы    7-го десятилетия XIII века 2-го тысячелетия.  Они закончились 756 лет назад.

## Важнейшие события

Восточное Средиземноморье около 1263 года

- Ближневосточный поход монгольской армии[1][2] (1256—1260). Поражение монголов и их союзников от мамлюков при Айн-Джалуте (1260).
- Смута в Монгольской империи:
  - После смерти великого хана Мункэ война за престол Монгольской империи между Хубилаем и Ариг-бугой (1260—1264; Война Толуидов). Продолжение военного конфликта между Монгольской империей и китайской империей Южная Сун.
  - Тем временем усилились правитель Чагатайского улуса Алгуй и угэдэид Хайду. Последний, не признавая ханом Хубилая, начал против него борьбу (1267), которая продолжалась до начала XIV века.
  - В результате ближневосточного похода Хулагу в Иране образовалось государство ильханов, которое на протяжении восьми десятилетий будет играть значительную роль в международной политике регионов Ближнего Востока и Средиземноморья.
  - Войны Джучидов и Хулагуидов (1262—1358).
- Конфликт гвельфов и гибеллинов. Битвы при Монтаперти (1260), при Беневенто (1266), при Тальякоццо (1268).
- Вторая баронская война в Англии (1264—1267). Первый выборный английский парламент (1265).
- Михаил VIII Палеолог отвоевал у латинян Константинополь и восстановил Византийскую империю (1261). Генуэзцы по Нимфейскому договору получили в империи многочисленные привилегии, проникли в Чёрное море и основали колонию в Кафе (1266), положив начало сети черноморских колоний.
- Конфликт Джучидов и Хулагуидов. 1266 — начало правления хана Менгу-Тимура. Золотая Орда становится фактически независимым от центральных властей Монгольской империи государством.

## Культура
- Бэкон, Роджер (ок. 1214 — после 1292). «Послание монаха Роджера Бэкона» (1267).
- Иаков Ворагинский (ок. 1230—1298). «Золотая легенда» (ок. 1260).

## Правители
- Михаил VIII Палеолог — правитель Византийской империи в 1261—1282 гг.
- Гуго III де Лузиньян — правитель Кипрского королевства в 1267—1284 гг.